# ミシェル・ポランティエール
ミシェル・ポランティエール（Michel Pollentier、1951年2月13日 - ）は、ベルギー、ディクスミュイド出身の元自転車競技（ロードレース）選手。

## 経歴
1973年にプロ転向。
1977年のジロ・デ・イタリアでは、第17ステージにおいて、フランチェスコ・モゼールからマリア・ローザを奪取し、最後はモゼールに2分32秒差をつけて総合優勝を果たした。また、同年のベルギー スポーツマンオブザイヤーを受賞。
1978年のツール・ド・フランスでは、第15ステージまで、総合首位のヨセフ・ブリュイエールに対し、2分38秒差の総合4位につけていた。そしてラルプ・デュエズがゴールとなった第16ステージでは、区間2位入線のハニー・クイパーに38秒差をつけ、7時間23分07秒のタイムで1位入線を果たした。ところが、レース後に行われたドーピングチェックで、パンツの中に入れておいたゴム状の管を用い、尿をコンドームにしまいこんで隠していたことが発覚。それを調べたところ禁止薬物が出てきたことから、即刻レースから除外された。
その後、1984年まで現役を続け、下記に示す通り、晩年まで第一線級選手として活躍した。

## 主な戦績
1976年
ジロ・デル・ピエモンテ優勝
ツール・ド・フランス 総合7位、第16ステージ優勝
1977年
ジロ・デ・イタリア  総合優勝、第21ステージ優勝
ツール・ド・スイス総合優勝
 ベルギー選手権 優勝
ブエルタ・ア・エスパーニャ総合6位、第4ステージ優勝
1978年
ドーフィネ・リベレ総合優勝
 ベルギー選手権優勝
1979年
ブエルタ・ア・エスパーニャ総合3位
1980年
ロンド・ファン・フラーンデレン優勝
1982年
ブエルタ・ア・エスパーニャ総合2位
1984年
ブエルタ・ア・エスパーニャ第6ステージ優勝